# Atago (Schiff, 1932)
Die Atago (jap. 愛宕) war ein Schwerer Kreuzer der Takao-Klasse der Kaiserlich Japanischen Marine im Zweiten Weltkrieg. Benannt war das Schiff nach dem Berg Atago in der Präfektur Kyōto.

## Bau und Modernisierungen

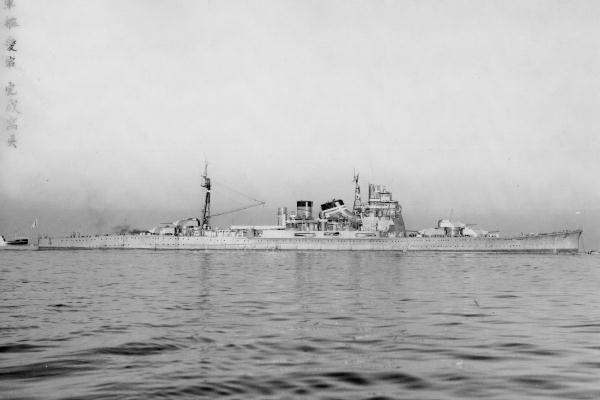
Die Atago 1939 bei Yokosuka

Die Kiellegung der Atago fand am 28. April 1927 auf der Marinewerft bei Kure statt. Nach dem Ende ihrer Bauzeit und Abschluss der Ausrüstung wurde sie fünf Jahre später in Dienst gestellt.
Der Kreuzer wurde mehrfach modernisiert. So erhielt er im April/Mai 1942 Typ-89-12,7-cm-Zwillingslafetten als Ersatz für die leistungsschwächeren 12-cm-Einzelgeschütze. Die Torpedobewaffnung wurde verdoppelt, und aus den Zwillingsrohrsätzen wurden Vierfachsätze, die mit einem Schnellladesystem kombiniert wurden. Teile des ursprünglichen Brückenaufbaus wurden entfernt, um die Toplastigkeit zu reduzieren. Mehrfach wurden 2,5-cm-Maschinenkanonen zur Flugabwehr nachgerüstet, so dass sie im letzten Ausrüstungszustand mehr als 60 Rohre dieses Waffentyps besaß. Die Atago erhielt im Kriegsverlauf zwei Radarsysteme, 1943 ein Typ-22-Radar zur Oberflächensuche und 1944 ein Typ-13-Radar zur Suche nach Luftzielen.

## Einsätze

### Südostasien und Java
Am 4. Dezember 1941 begann die Operation E, ein Plan zur Invasion der Malaiischen Halbinsel. Die Atago war seit dem 29. November 1941 Flaggschiff der 4. Kreuzerdivision unter Vizeadmiral Kondō. Nach der erfolglosen Suche nach der britischen Force Z sammelte sich die Flotte in der Cam Ranh Bay. Später fuhr der Kreuzer mehrere Einsätze als Sicherung für Operationen während der japanischen Invasion Südostasiens. So im Januar 1942 für die Invasion Niederländisch-Indiens, während der sie von Palau aus operierte.
Auf der Suche nach fliehenden alliierten Schiffen, die von Java zu entkommen versuchten, traf der Flottenverband, bestehend aus der Atago, zwei ihrer Schwesterschiffe und zwei Zerstörern, am 4. März 1942 auf einen Konvoi alliierter Schiffe, der, von Java kommend, Australien zu erreichen versuchte. Nachdem der Begleitschutz, bestehend aus der Sloop Yarra, versenkt war, wurde der Konvoi völlig aufgerieben. Ein britisches Minensuchboot, ein kleiner Tanker und ein Depotschiff wurden versenkt. Ein niederländischer Frachter wurde von der Atago noch am selben Tag aufgebracht.
Nach ihrer Rückkehr nach Japan im April 1942 war die Atago an der Suche nach Doolittles Flotte beteiligt, deren Flugzeuge am 18. April Tokio angegriffen hatten. Sie kehrte nach Yokosuka zurück, um dort neue Flugabwehrgeschütze zu erhalten.

### Midway und Guadalcanal

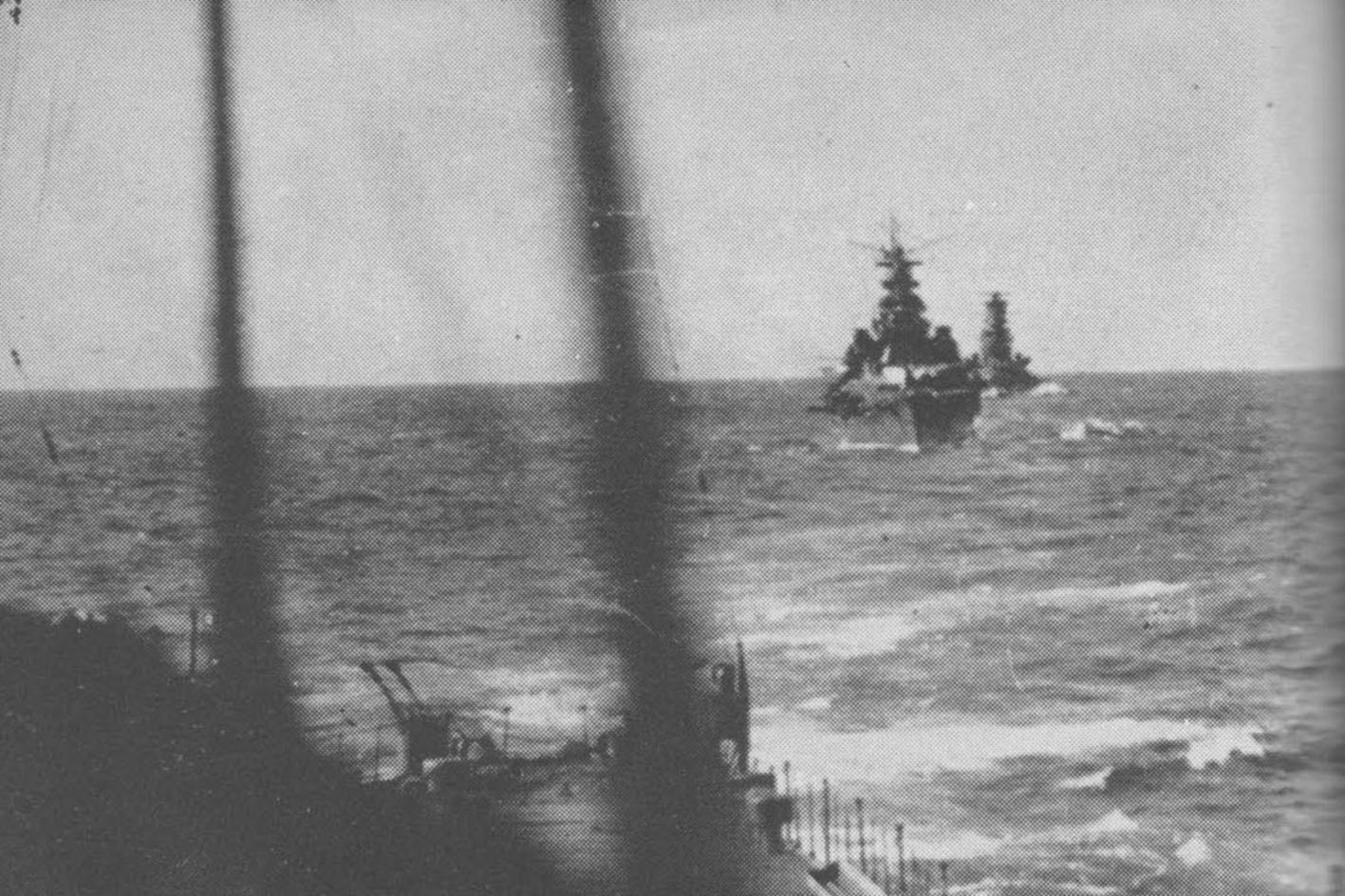
Am 14. November 1942, vom Deck der Atago aus fotografiert, der Kreuzer Takao und die Kirishima

Die Atago war das Flaggschiff von Vizeadmiral Kondō, der während der Schlacht um Midway die japanische Sicherungsgruppe kommandierte. Sie hatte keine Feindberührung und wurde im August 1942 nach Truk verlegt. Während der Schlacht bei den Ost-Salomonen und der Schlacht bei den Santa-Cruz-Inseln gehörte sie zur Sicherung der japanischen Flugzeugträgerkampfgruppe, deren Kern Shōkaku und Zuikaku bildeten.
Nach dem Verlust des Schlachtschiffs Hiei vor Guadalcanal wurde eine Kampfgruppe aus Kirishima, Atago, Takao und Zerstörern zusammengestellt, um das US-amerikanische Flugfeld Henderson Field zu beschießen. Während der zweiten Schlacht von Guadalcanal geriet dieser Verband am 14. November in ein Gefecht mit den Schlachtschiffen South Dakota und Washington.
Die Atago verschoss mehrere Long-Lance-Torpedos, erzielte jedoch keine Treffer. Mehrere ihrer Granaten trafen dagegen die Aufbauten der South Dakota, die sich schließlich zurückziehen musste. Nach dem Verlust der Kirishima brachen auch die japanischen Schiffe die Operation ab und setzten sich ab. Die Atago hatte nur leichte Schäden erlitten. Sie kehrte im Juli 1943 nach Japan zurück, und ihre Flugabwehrbewaffnung wurde nochmals verstärkt. Im August 1943 kehrte sie mit Truppen und Nachschubgütern an Bord nach Truk zurück.

### Bougainville
Die Atago, als Teil von Vizeadmiral Kurita Takeos 2. Flotte, verließ am 3. November 1943 Truk. Die Amerikaner befürchteten einen Angriff der Flotte auf ihre Landungstruppen, die eine Operation gegen Bougainville durchführten, und beschlossen, die japanische Flotte beim Erreichen ihres Stützpunktes bei Rabaul durch Luftangriffe auszuschalten. Die Task Force 38 startete am 5. November etwa 50 Sturzkampf- und Torpedobomber und ebenso viele Jagdflugzeuge von zwei Flugzeugträgern. Während die Kreuzer Maya und Mogami direkt getroffen wurden und schwere Schäden erlitten, wurde die Atago durch drei Nahtreffer von entweder 1000 Pfund oder 500 Pfund schweren Fliegerbomben beschädigt. 20 bis 22 Seeleute, einschließlich des Kommandanten, Taisa Nakaoka, starben, 64, nach anderen Quellen 20, wurden verwundet. Am Achterschiff entstanden Schäden am Rumpf, und ein Feuer an einem der Torpedosätze beschädigte einen ihrer Maschinenräume. Die Atago wurde zurück nach Japan beordert, um Reparaturen und weitere Modernisierungsmaßnahmen durchführen zu lassen.

### Philippinen

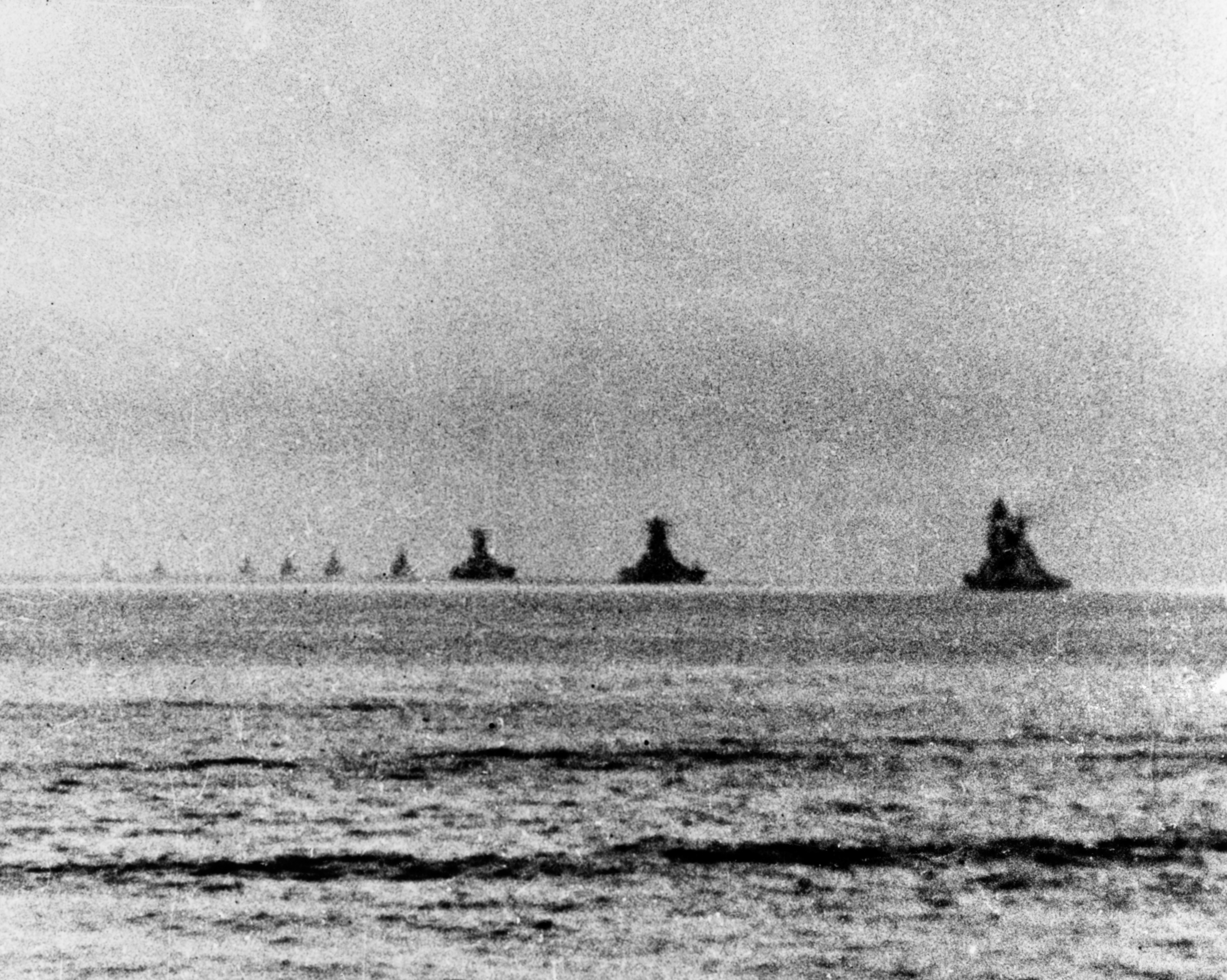
Am 22. Oktober 1944 verlässt die 2. Flotte Brunei. Atago ist das dritte Schiff von links

Beim Zusammenstellen der Flotten für den japanischen Angriff auf US-amerikanische Flottenverbände, die im Oktober 1944 eine Landung auf den Philippinen vorbereiteten, wurde die Atago zum Flaggschiff von Vizeadmiral Kurita Takeo, der die 2. Flotte, den stärksten japanischen Kampfverband in der See- und Luftschlacht im Golf von Leyte, kommandierte.
Während sich in Kuritas Flotte mit den Superschlachtschiffen Yamato und Musashi die stärksten Schiffe der japanischen Marine überhaupt befanden, wählte er die Atago als Flaggschiff. Die für diese Entscheidung genannten Gründe widersprechen sich jedoch. So wird ein Befehl des japanischen Oberkommandos genannt, der ihm die Atago ausdrücklich zuwies, eine Tradition, nach der Kurita seine Flagge auf einem Kreuzer zu setzen hatte, wird an anderer Stelle genannt. Rückblickend gab Chusho Kurita in einem Verhör am 16. Oktober 1945 zu, dass die Yamato sich wegen der besseren Kommunikationseinrichtungen besser als Flaggschiff geeignet hätte.
Nach abgefangenen japanischen Funksprüchen hatte das US-amerikanische Oberkommando der U-Boot-Waffe für den Pazifik (Com-SubSoWesPac) schon am 11. Oktober 1944 zwei U-Boote zur Palawan-Straße beordert, um erwartete Flottenverbände der Japaner anzugreifen.
Nachdem die Flotte, geführt von der Atago, am 22. Oktober Brunei verlassen hatte, nahm sie Kurs in Richtung Palawan. Die Gewässer um die Engstelle der Palawan-Straße waren gefährlich und von Riffen und Untiefen durchzogen, so dass Kurita seine Schiffe in einer engen Formation zusammenfasste. Die Großkampfschiffe der Flotte waren in zwei Kolonnen gruppiert, die Backbordkolonne, geführt von der Atago, gefolgt von Takao, Chokai und dem Schlachtschiff Nagato, war nach außen durch den Leichten Kreuzer Noshiro und zwei Zerstörer abgeschirmt. Der Verband fuhr Zick-Zack-Kurse, um U-Boot-Angriffe zu erschweren.
Um 6:33 Uhr am 23. Oktober schoss die Darter einen Fächer, bestehend aus sechs Torpedos, auf die knapp 900 Meter entfernte Atago ab. Vier Torpedos trafen den Kreuzer an Backbord und richteten, vor allem im Vorschiff, so schwere Schäden am Unterwasserschiff an, dass der Kreuzer bereits eine Schlagseite von 20° aufwies, bevor der letzte Torpedo des Fächers sein Ziel erreichte.
Der Zerstörer Kisami versuchte, längsseits zu gehen, die schwere Schlagseite des Kreuzers machte das aber unmöglich. So mussten der Admiral, sein Stab und die übrigen 529 Überlebenden ins Meer springen und zum Zerstörer schwimmen. Die Atago schnitt, noch immer in Fahrt, mit dem Vorschiff unter und versank schließlich brennend über den Bug. 359 Besatzungsmitglieder des Kreuzers verloren ihr Leben.
Bisher wurden keine Versuche unternommen, das Wrack der Atago aufzuspüren. Der vermutete Untergangsort des Schiffs liegt bei 9° 30′ N, 117° 13′ O.

## Liste der Kommandanten
| Nr. | Name                                | Beginn der Amtszeit | Ende der Amtszeit | Bemerkungen                                   |
| --- | ----------------------------------- | ------------------- | ----------------- | --------------------------------------------- |
| 1.  | Kapitän zur See Sada Kenichi        | 30. März 1932       | 1. Dezember 1932  | ab 30. Juni 1930 mit der Baubelehrung betraut |
| 2.  | Kapitän zur See Takahashi Ibō       | 1. Dezember 1932    | 15. November 1933 |                                               |
| 3.  | Kapitän zur See Miyata Giichi       | 15. November 1933   | 1. November 1934  |                                               |
| 4.  | Kapitän zur See Sonoda Shigeru      | 1. November 1934    | 15. November 1935 |                                               |
| 5.  | Kapitän zur See Suzukida Kozo       | 15. November 1935   | 15. April 1936    |                                               |
| 6.  | Kapitän zur See Itō Seiichi         | 15. April 1936      | 1. Dezember 1936  |                                               |
| 7.  | Kapitän zur See Gotō Aritomo        | 1. Dezember 1936    | 12. Juli 1937     |                                               |
| 8.  | Kapitän zur See Okumoto Takeo       | 12. Juli 1937       | 1. Dezember 1937  |                                               |
| 9.  | Kapitän zur See Sakano Minbu        | 1. Dezember 1937    | 10. August 1938   |                                               |
| 10. | Kapitän zur See Minowa Chugo        | 10. August 1938     | 15. November 1938 |                                               |
| 11. | Kapitän zur See Takatsuka Seigo     | 15. November 1938   | 15. November 1939 |                                               |
| 12. | Kapitän zur See Kono Chimaki        | 15. November 1939   | 15. Oktober 1940  |                                               |
| 13. | Kapitän zur See Koyanagi Tomiji     | 15. Oktober 1940    | 11. August 1941   |                                               |
| 14. | Kapitän zur See Baron Ijūin Matsuji | 11. August 1941     | 1. Dezember 1942  |                                               |
| 15. | Kapitän zur See Nakaoka Nobuki      | 1. Dezember 1942    | 23. Oktober 1944  |                                               |